# North Twin
Der North Twin (oder North Twin Peak) ist ein 3733 m (nach anderen Quellen 3719 m) hoher Berg im Jasper-Nationalpark in der Provinz Alberta in Kanada.
Er ist nach dem Mount Robson und dem Mount Columbia der dritthöchste Gipfel in den kanadischen Rocky Mountains.
Der North Twin Peak liegt in der Sir Winston Churchill Range am nordöstlichen Rand des Columbia-Eisfelds. Das zugehörige Bergmassiv wurde 1898 von J. Norman Collie und Hugh Stutfield zunächst als The Twins benannt. Die zweite Spitze liegt auf 3556 m und heißt heute South Twin. Der North Twin wurde 1923 durch W. S. Ladd und J. Monroe Thorington mit Führer Konrad Kain erstmals erstiegen.